# Acacia microcarpa
Acacia microcarpa är en ärtväxtart som beskrevs av Ferdinand von Mueller. Acacia microcarpa ingår i släktet akacior, och familjen ärtväxter. Inga underarter finns listade i Catalogue of Life.